# Гросер-Ойтинер-Зе
Гросер-Ойтинер-Зе (нем. Großer Eutiner See) — озеро в земле Шлезвиг-Гольштейн, Германия, расположенное к северо-востоку от города Ойтин.
Его площадь составляет 230 га, глубина 17 м, высота над уровнем моря 26,7 м.
На северной стороне расположен лес Зешарвальд.
На озере имеется два острова: Фазаненинсель, который является частью барочного парка Ойтинского замка и получил в своё время название из-за питомника по разведению фазанов, и так называемый Любовный остров (Liebesinsel).
Летом на берегу озера проходят музыкальные театрализованные представления.